# Lista di asteroidi (780001-781000)
Di seguito una lista di asteroidi dal numero 780001  al 781000 con data di scoperta e scopritore.

## 780001–780100
| Nome   | Designazione provvisoria | Data di scoperta  | Scopritore          |
| ------ | ------------------------ | ----------------- | ------------------- |
| 780001 | 2012 EJ6                 | 27 febbraio 2012  | Spacewatch          |
| 780002 | 2012 ET6                 | 13 marzo 2012     | Mount Lemmon Survey |
| 780003 | 2012 ET8                 | 13 marzo 2012     | Mount Lemmon Survey |
| 780004 | 2012 EE12                | 13 marzo 2012     | Mount Lemmon Survey |
| 780005 | 2012 EE13                | 15 marzo 2012     | Mount Lemmon Survey |
| 780006 | 2012 EO19                | 4 marzo 2012      | Mount Lemmon Survey |
| 780007 | 2012 ER19                | 14 marzo 2012     | Spacewatch          |
| 780008 | 2012 EB21                | 15 marzo 2012     | Mount Lemmon Survey |
| 780009 | 2012 EK21                | 20 settembre 2014 | Pan-STARRS          |
| 780010 | 2012 EF22                | 1 marzo 2012      | Spacewatch          |
| 780011 | 2012 EY22                | 15 marzo 2012     | Mount Lemmon Survey |
| 780012 | 2012 ET24                | 15 marzo 2012     | Mount Lemmon Survey |
| 780013 | 2012 EU24                | 4 marzo 2012      | Mount Lemmon Survey |
| 780014 | 2012 EW25                | 1 marzo 2012      | Mount Lemmon Survey |
| 780015 | 2012 EZ26                | 15 marzo 2012     | Mount Lemmon Survey |
| 780016 | 2012 EW27                | 15 marzo 2012     | Mount Lemmon Survey |
| 780017 | 2012 EZ28                | 13 marzo 2012     | Mount Lemmon Survey |
| 780018 | 2012 EB29                | 14 marzo 2012     | Mount Lemmon Survey |
| 780019 | 2012 ED29                | 15 marzo 2012     | Mount Lemmon Survey |
| 780020 | 2012 EO29                | 4 marzo 2012      | Mount Lemmon Survey |
| 780021 | 2012 ER32                | 13 marzo 2012     | Mount Lemmon Survey |
| 780022 | 2012 ES32                | 1 marzo 2012      | Mount Lemmon Survey |
| 780023 | 2012 EZ32                | 15 marzo 2012     | Spacewatch          |
| 780024 | 2012 EP34                | 13 marzo 2012     | Mount Lemmon Survey |
| 780025 | 2012 FB2                 | 25 dicembre 2005  | Spacewatch          |
| 780026 | 2012 FK3                 | 15 marzo 2012     | Mount Lemmon Survey |
| 780027 | 2012 FR9                 | 15 marzo 2012     | Mount Lemmon Survey |
| 780028 | 2012 FE12                | 16 marzo 2012     | Spacewatch          |
| 780029 | 2012 FY12                | 27 febbraio 2012  | Pan-STARRS          |
| 780030 | 2012 FZ16                | 22 settembre 2009 | Mount Lemmon Survey |
| 780031 | 2012 FX18                | 16 marzo 2012     | Spacewatch          |
| 780032 | 2012 FF24                | 13 marzo 2012     | Mount Lemmon Survey |
| 780033 | 2012 FZ34                | 24 marzo 2012     | Mount Lemmon Survey |
| 780034 | 2012 FK38                | 23 aprile 2007    | Mount Lemmon Survey |
| 780035 | 2012 FD41                | 17 marzo 2012     | Mount Lemmon Survey |
| 780036 | 2012 FU42                | 23 marzo 2012     | Mount Lemmon Survey |
| 780037 | 2012 FE44                | 23 marzo 2012     | Mount Lemmon Survey |
| 780038 | 2012 FY46                | 26 febbraio 2012  | Spacewatch          |
| 780039 | 2012 FY47                | 21 settembre 2009 | Mount Lemmon Survey |
| 780040 | 2012 FZ48                | 28 febbraio 2012  | Pan-STARRS          |
| 780041 | 2012 FO50                | 24 marzo 2012     | Mount Lemmon Survey |
| 780042 | 2012 FM51                | 24 marzo 2012     | Mount Lemmon Survey |
| 780043 | 2012 FN51                | 28 febbraio 2012  | Pan-STARRS          |
| 780044 | 2012 FE55                | 24 marzo 2012     | Mount Lemmon Survey |
| 780045 | 2012 FQ55                | 9 dicembre 2010   | Mount Lemmon Survey |
| 780046 | 2012 FX59                | 27 marzo 2012     | Mount Lemmon Survey |
| 780047 | 2012 FY59                | 27 marzo 2012     | Mount Lemmon Survey |
| 780048 | 2012 FA63                | 22 marzo 2012     | Mount Lemmon Survey |
| 780049 | 2012 FD64                | 28 febbraio 2012  | Pan-STARRS          |
| 780050 | 2012 FL64                | 28 febbraio 2012  | Pan-STARRS          |
| 780051 | 2012 FE65                | 26 febbraio 2012  | Spacewatch          |
| 780052 | 2012 FD70                | 17 marzo 2012     | Mount Lemmon Survey |
| 780053 | 2012 FV70                | 30 marzo 2012     | Mount Lemmon Survey |
| 780054 | 2012 FG74                | 22 febbraio 2012  | Spacewatch          |
| 780055 | 2012 FU77                | 27 febbraio 2012  | Pan-STARRS          |
| 780056 | 2012 FH80                | 16 marzo 2012     | Spacewatch          |
| 780057 | 2012 FM81                | 23 febbraio 2012  | Mount Lemmon Survey |
| 780058 | 2012 FQ85                | 16 marzo 2012     | Spacewatch          |
| 780059 | 2012 FN86                | 29 marzo 2012     | Spacewatch          |
| 780060 | 2012 FY86                | 17 marzo 2012     | Mount Lemmon Survey |
| 780061 | 2012 FM89                | 13 dicembre 2015  | Pan-STARRS          |
| 780062 | 2012 FA91                | 16 marzo 2012     | Pan-STARRS          |
| 780063 | 2012 FQ93                | 25 marzo 2012     | Mount Lemmon Survey |
| 780064 | 2012 FS93                | 26 novembre 2014  | Pan-STARRS          |
| 780065 | 2012 FG94                | 15 marzo 2012     | K. Sárneczky        |
| 780066 | 2012 FF95                | 30 giugno 2013    | Pan-STARRS          |
| 780067 | 2012 FM96                | 4 dicembre 2015   | Pan-STARRS          |
| 780068 | 2012 FA98                | 25 marzo 2012     | Mount Lemmon Survey |
| 780069 | 2012 FL98                | 30 luglio 2014    | Pan-STARRS          |
| 780070 | 2012 FX98                | 29 marzo 2012     | Spacewatch          |
| 780071 | 2012 FF99                | 17 marzo 2012     | Mount Lemmon Survey |
| 780072 | 2012 FO101               | 23 marzo 2012     | Mount Lemmon Survey |
| 780073 | 2012 FZ101               | 2 novembre 2010   | Mount Lemmon Survey |
| 780074 | 2012 FG102               | 25 marzo 2012     | Mount Lemmon Survey |
| 780075 | 2012 FL103               | 24 marzo 2012     | Mount Lemmon Survey |
| 780076 | 2012 FX104               | 29 marzo 2012     | Pan-STARRS          |
| 780077 | 2012 FL105               | 25 marzo 2012     | Mount Lemmon Survey |
| 780078 | 2012 FO105               | 16 marzo 2012     | Pan-STARRS          |
| 780079 | 2012 FP105               | 17 marzo 2012     | Mount Lemmon Survey |
| 780080 | 2012 FT105               | 21 marzo 2012     | Mount Lemmon Survey |
| 780081 | 2012 FB106               | 27 marzo 2012     | Spacewatch          |
| 780082 | 2012 FF106               | 17 marzo 2012     | Mount Lemmon Survey |
| 780083 | 2012 FJ106               | 16 marzo 2012     | Pan-STARRS          |
| 780084 | 2012 FO106               | 17 marzo 2012     | Mount Lemmon Survey |
| 780085 | 2012 FP106               | 29 marzo 2012     | Pan-STARRS          |
| 780086 | 2012 FQ106               | 17 marzo 2012     | Mount Lemmon Survey |
| 780087 | 2012 FG107               | 27 marzo 2012     | W. Bickel           |
| 780088 | 2012 FP107               | 23 marzo 2012     | Mount Lemmon Survey |
| 780089 | 2012 FH108               | 23 marzo 2012     | Spacewatch          |
| 780090 | 2012 FP110               | 16 marzo 2012     | Spacewatch          |
| 780091 | 2012 FT112               | 23 marzo 2012     | Mount Lemmon Survey |
| 780092 | 2012 FY112               | 29 marzo 2012     | Pan-STARRS          |
| 780093 | 2012 FO113               | 29 marzo 2012     | Mount Lemmon Survey |
| 780094 | 2012 FT113               | 27 marzo 2012     | Mount Lemmon Survey |
| 780095 | 2012 FX114               | 25 marzo 2012     | Mount Lemmon Survey |
| 780096 | 2012 FB115               | 24 marzo 2012     | Mount Lemmon Survey |
| 780097 | 2012 FG118               | 17 marzo 2012     | Mount Lemmon Survey |
| 780098 | 2012 FK118               | 30 marzo 2012     | Mount Lemmon Survey |
| 780099 | 2012 GP3                 | 11 aprile 2012    | Mount Lemmon Survey |
| 780100 | 2012 GS8                 | 10 marzo 2007     | Spacewatch          |

## 780101–780200
| Nome   | Designazione provvisoria | Data di scoperta  | Scopritore             |
| ------ | ------------------------ | ----------------- | ---------------------- |
| 780101 | 2012 GR16                | 18 ottobre 2009   | Mount Lemmon Survey    |
| 780102 | 2012 GN19                | 28 marzo 2012     | Spacewatch             |
| 780103 | 2012 GH20                | 29 marzo 2012     | Pan-STARRS             |
| 780104 | 2012 GX23                | 6 settembre 2008  | Mount Lemmon Survey    |
| 780105 | 2012 GG36                | 15 aprile 2012    | Pan-STARRS             |
| 780106 | 2012 GC41                | 29 aprile 2008    | Mount Lemmon Survey    |
| 780107 | 2012 GP44                | 5 febbraio 2016   | Pan-STARRS             |
| 780108 | 2012 GA45                | 24 settembre 2014 | Spacewatch             |
| 780109 | 2012 GF45                | 16 luglio 2013    | Pan-STARRS             |
| 780110 | 2012 GT45                | 4 febbraio 2017   | Pan-STARRS             |
| 780111 | 2012 GG46                | 3 gennaio 2017    | Pan-STARRS             |
| 780112 | 2012 GM46                | 9 novembre 2015   | Mount Lemmon Survey    |
| 780113 | 2012 GB47                | 18 maggio 2018    | Mount Lemmon Survey    |
| 780114 | 2012 GQ47                | 11 aprile 2012    | Mount Lemmon Survey    |
| 780115 | 2012 GE48                | 5 febbraio 2016   | Pan-STARRS             |
| 780116 | 2012 GV48                | 11 aprile 2012    | Mount Lemmon Survey    |
| 780117 | 2012 GN49                | 15 aprile 2012    | Pan-STARRS             |
| 780118 | 2012 GF52                | 15 aprile 2012    | Pan-STARRS             |
| 780119 | 2012 GP53                | 15 aprile 2012    | Pan-STARRS             |
| 780120 | 2012 GT54                | 15 aprile 2012    | Pan-STARRS             |
| 780121 | 2012 HC1                 | 16 aprile 2012    | Pan-STARRS             |
| 780122 | 2012 HL7                 | 8 novembre 2009   | Mount Lemmon Survey    |
| 780123 | 2012 HW32                | 19 aprile 2012    | Spacewatch             |
| 780124 | 2012 HW36                | 1 aprile 2003     | SDSS                   |
| 780125 | 2012 HL41                | 16 aprile 2012    | Spacewatch             |
| 780126 | 2012 HO51                | 19 aprile 2012    | Spacewatch             |
| 780127 | 2012 HM52                | 29 marzo 2012     | Spacewatch             |
| 780128 | 2012 HX54                | 16 aprile 2012    | Spacewatch             |
| 780129 | 2012 HJ59                | 18 aprile 2012    | Spacewatch             |
| 780130 | 2012 HC62                | 29 marzo 2012     | Pan-STARRS             |
| 780131 | 2012 HV70                | 23 aprile 2012    | Spacewatch             |
| 780132 | 2012 HB78                | 29 aprile 2012    | Mount Lemmon Survey    |
| 780133 | 2012 HJ85                | 30 marzo 2012     | Mount Lemmon Survey    |
| 780134 | 2012 HR87                | 27 aprile 2012    | Pan-STARRS             |
| 780135 | 2012 HU89                | 31 gennaio 2017   | Pan-STARRS             |
| 780136 | 2012 HB90                | 25 ottobre 2014   | Mount Lemmon Survey    |
| 780137 | 2012 HK91                | 16 aprile 2012    | K. Černis, R. P. Boyle |
| 780138 | 2012 HO93                | 10 giugno 2018    | Pan-STARRS             |
| 780139 | 2012 HZ94                | 27 aprile 2012    | Pan-STARRS             |
| 780140 | 2012 HX96                | 24 aprile 2012    | Mount Lemmon Survey    |
| 780141 | 2012 HY96                | 18 ottobre 2014   | Mount Lemmon Survey    |
| 780142 | 2012 HP97                | 2 ottobre 2014    | Pan-STARRS             |
| 780143 | 2012 HV98                | 23 aprile 2012    | Spacewatch             |
| 780144 | 2012 HT100               | 27 aprile 2012    | Pan-STARRS             |
| 780145 | 2012 HS101               | 28 aprile 2012    | Spacewatch             |
| 780146 | 2012 HU104               | 27 aprile 2012    | Pan-STARRS             |
| 780147 | 2012 HV104               | 27 aprile 2012    | Mount Lemmon Survey    |
| 780148 | 2012 HB105               | 30 aprile 2012    | Mount Lemmon Survey    |
| 780149 | 2012 HC105               | 20 aprile 2012    | Mount Lemmon Survey    |
| 780150 | 2012 HU105               | 18 aprile 2012    | Mount Lemmon Survey    |
| 780151 | 2012 HD108               | 21 aprile 2012    | Pan-STARRS             |
| 780152 | 2012 HM108               | 27 aprile 2012    | Spacewatch             |
| 780153 | 2012 HV110               | 21 aprile 2012    | Pan-STARRS             |
| 780154 | 2012 HD113               | 27 aprile 2012    | Pan-STARRS             |
| 780155 | 2012 HO116               | 27 aprile 2012    | Pan-STARRS             |
| 780156 | 2012 HR116               | 27 aprile 2012    | Pan-STARRS             |
| 780157 | 2012 JX                  | 1 giugno 2008     | Mount Lemmon Survey    |
| 780158 | 2012 JC2                 | 12 maggio 2012    | Mount Lemmon Survey    |
| 780159 | 2012 JU6                 | 12 maggio 2012    | Mount Lemmon Survey    |
| 780160 | 2012 JZ13                | 15 maggio 2012    | Mount Lemmon Survey    |
| 780161 | 2012 JA15                | 8 gennaio 2011    | Mount Lemmon Survey    |
| 780162 | 2012 JQ15                | 12 maggio 2012    | Mount Lemmon Survey    |
| 780163 | 2012 JE17                | 29 gennaio 2011   | Mount Lemmon Survey    |
| 780164 | 2012 JT25                | 16 marzo 2012     | Mount Lemmon Survey    |
| 780165 | 2012 JE33                | 13 maggio 2012    | Mount Lemmon Survey    |
| 780166 | 2012 JU33                | 30 aprile 2012    | Mount Lemmon Survey    |
| 780167 | 2012 JM38                | 27 aprile 2012    | Pan-STARRS             |
| 780168 | 2012 JC40                | 27 aprile 2012    | Spacewatch             |
| 780169 | 2012 JW41                | 13 maggio 2012    | Mount Lemmon Survey    |
| 780170 | 2012 JP43                | 15 maggio 2012    | Mount Lemmon Survey    |
| 780171 | 2012 JE45                | 15 maggio 2012    | Pan-STARRS             |
| 780172 | 2012 JJ50                | 27 aprile 2012    | Pan-STARRS             |
| 780173 | 2012 JP51                | 30 aprile 2012    | Mount Lemmon Survey    |
| 780174 | 2012 JR55                | 21 aprile 2012    | Mount Lemmon Survey    |
| 780175 | 2012 JM56                | 28 aprile 2012    | Mount Lemmon Survey    |
| 780176 | 2012 JJ57                | 12 maggio 2012    | Mount Lemmon Survey    |
| 780177 | 2012 JN65                | 15 maggio 2012    | Pan-STARRS             |
| 780178 | 2012 JB68                | 14 maggio 2012    | Pan-STARRS             |
| 780179 | 2012 JA69                | 3 ottobre 2014    | Pan-STARRS             |
| 780180 | 2012 JA70                | 9 febbraio 2016   | Pan-STARRS             |
| 780181 | 2012 JF70                | 1 maggio 2012     | Mount Lemmon Survey    |
| 780182 | 2012 JA73                | 14 dicembre 2010  | Mount Lemmon Survey    |
| 780183 | 2012 KS16                | 6 novembre 2010   | Mount Lemmon Survey    |
| 780184 | 2012 KJ20                | 17 aprile 2012    | Spacewatch             |
| 780185 | 2012 KL21                | 17 maggio 2012    | Mount Lemmon Survey    |
| 780186 | 2012 KV22                | 18 maggio 2012    | Mount Lemmon Survey    |
| 780187 | 2012 KM31                | 24 marzo 2012     | Spacewatch             |
| 780188 | 2012 KR40                | 19 maggio 2012    | Mount Lemmon Survey    |
| 780189 | 2012 KH42                | 23 maggio 2012    | Spacewatch             |
| 780190 | 2012 KO43                | 4 agosto 2008     | W. G. Dillon           |
| 780191 | 2012 KX43                | 20 aprile 2012    | Mount Lemmon Survey    |
| 780192 | 2012 KP44                | 10 febbraio 2007  | Mount Lemmon Survey    |
| 780193 | 2012 KK59                | 14 novembre 2014  | Spacewatch             |
| 780194 | 2012 KO60                | 21 maggio 2012    | Pan-STARRS             |
| 780195 | 2012 KD61                | 19 maggio 2012    | Mount Lemmon Survey    |
| 780196 | 2012 KN62                | 27 maggio 2012    | Mount Lemmon Survey    |
| 780197 | 2012 KO62                | 19 maggio 2012    | Mount Lemmon Survey    |
| 780198 | 2012 KS62                | 29 maggio 2012    | Mount Lemmon Survey    |
| 780199 | 2012 KT62                | 16 maggio 2012    | Mount Lemmon Survey    |
| 780200 | 2012 KU62                | 21 maggio 2012    | Mount Lemmon Survey    |

## 780201–780300
| Nome   | Designazione provvisoria | Data di scoperta  | Scopritore          |
| ------ | ------------------------ | ----------------- | ------------------- |
| 780201 | 2012 LY                  | 24 aprile 2012    | Mount Lemmon Survey |
| 780202 | 2012 LT15                | 9 giugno 2012     | Spacewatch          |
| 780203 | 2012 LU30                | 5 marzo 2016      | Pan-STARRS          |
| 780204 | 2012 LE32                | 11 giugno 2012    | Mount Lemmon Survey |
| 780205 | 2012 LB33                | 8 giugno 2012     | Mount Lemmon Survey |
| 780206 | 2012 MB6                 | 22 giugno 2012    | Montmagastrell Obs. |
| 780207 | 2012 MJ8                 | 30 maggio 2012    | Mount Lemmon Survey |
| 780208 | 2012 MK15                | 19 settembre 2001 | LINEAR              |
| 780209 | 2012 MX17                | 6 settembre 2013  | Mount Lemmon Survey |
| 780210 | 2012 NZ1                 | 15 luglio 2012    | L. Elenin           |
| 780211 | 2012 PO3                 | 8 agosto 2012     | Pan-STARRS          |
| 780212 | 2012 PP9                 | 8 agosto 2012     | Pan-STARRS          |
| 780213 | 2012 PS9                 | 29 dicembre 2008  | Spacewatch          |
| 780214 | 2012 PE13                | 10 agosto 2012    | Spacewatch          |
| 780215 | 2012 PU15                | 11 agosto 2012    | Pan-STARRS          |
| 780216 | 2012 PW21                | 13 agosto 2012    | Pan-STARRS          |
| 780217 | 2012 PM23                | 13 agosto 2012    | Pan-STARRS          |
| 780218 | 2012 PS23                | 13 agosto 2012    | Pan-STARRS          |
| 780219 | 2012 PH27                | 16 settembre 2007 | W. Bickel           |
| 780220 | 2012 PF34                | 18 settembre 2003 | Spacewatch          |
| 780221 | 2012 PE37                | 14 agosto 2012    | Pan-STARRS          |
| 780222 | 2012 PZ46                | 8 febbraio 2015   | Mount Lemmon Survey |
| 780223 | 2012 PA47                | 10 agosto 2012    | Spacewatch          |
| 780224 | 2012 PU52                | 6 maggio 2016     | Pan-STARRS          |
| 780225 | 2012 PY52                | 13 agosto 2012    | Pan-STARRS          |
| 780226 | 2012 PA53                | 16 marzo 2016     | Pan-STARRS          |
| 780227 | 2012 PF53                | 26 luglio 2017    | Pan-STARRS          |
| 780228 | 2012 PZ54                | 12 agosto 2012    | Pan-STARRS          |
| 780229 | 2012 PC55                | 13 agosto 2012    | Pan-STARRS          |
| 780230 | 2012 PF55                | 13 agosto 2012    | Pan-STARRS          |
| 780231 | 2012 PL56                | 13 agosto 2012    | Pan-STARRS          |
| 780232 | 2012 PF57                | 12 agosto 2012    | Spacewatch          |
| 780233 | 2012 PX59                | 13 agosto 2012    | Pan-STARRS          |
| 780234 | 2012 PU61                | 14 agosto 2012    | Pan-STARRS          |
| 780235 | 2012 PW61                | 14 agosto 2012    | Pan-STARRS          |
| 780236 | 2012 PK62                | 10 agosto 2012    | Spacewatch          |
| 780237 | 2012 PX62                | 12 agosto 2012    | Spacewatch          |
| 780238 | 2012 PB63                | 13 agosto 2012    | Pan-STARRS          |
| 780239 | 2012 PT63                | 8 agosto 2012     | Pan-STARRS          |
| 780240 | 2012 PR64                | 18 agosto 2018    | Pan-STARRS          |
| 780241 | 2012 QK4                 | 16 agosto 2012    | ESA OGS             |
| 780242 | 2012 QB6                 | 17 agosto 2012    | Pan-STARRS          |
| 780243 | 2012 QK11                | 17 agosto 2012    | Pan-STARRS          |
| 780244 | 2012 QA12                | 17 agosto 2012    | Pan-STARRS          |
| 780245 | 2012 QN15                | 11 agosto 2012    | SSS                 |
| 780246 | 2012 QM18                | 18 agosto 2012    | ESA OGS             |
| 780247 | 2012 QU19                | 16 agosto 2012    | Pan-STARRS          |
| 780248 | 2012 QP24                | 24 agosto 2012    | Spacewatch          |
| 780249 | 2012 QT24                | 24 agosto 2012    | Spacewatch          |
| 780250 | 2012 QZ27                | 24 agosto 2012    | Spacewatch          |
| 780251 | 2012 QC28                | 24 agosto 2012    | Spacewatch          |
| 780252 | 2012 QH28                | 24 agosto 2012    | Spacewatch          |
| 780253 | 2012 QP45                | 16 agosto 2012    | ESA OGS             |
| 780254 | 2012 QO46                | 17 agosto 2012    | ESA OGS             |
| 780255 | 2012 QL47                | 13 agosto 2012    | Pan-STARRS          |
| 780256 | 2012 QR49                | 25 agosto 2012    | K. Levin            |
| 780257 | 2012 QY51                | 26 agosto 2012    | Pan-STARRS          |
| 780258 | 2012 QA53                | 26 agosto 2012    | Pan-STARRS          |
| 780259 | 2012 QA56                | 26 agosto 2012    | Pan-STARRS          |
| 780260 | 2012 QF59                | 28 agosto 2012    | Mount Lemmon Survey |
| 780261 | 2012 QT60                | 26 agosto 2012    | Spacewatch          |
| 780262 | 2012 QA61                | 18 agosto 2012    | ESA OGS             |
| 780263 | 2012 QC63                | 1 novembre 2013   | Mount Lemmon Survey |
| 780264 | 2012 QE63                | 27 novembre 2013  | Pan-STARRS          |
| 780265 | 2012 QV64                | 25 agosto 2012    | Spacewatch          |
| 780266 | 2012 QL68                | 26 agosto 2012    | Pan-STARRS          |
| 780267 | 2012 QS68                | 26 agosto 2012    | Pan-STARRS          |
| 780268 | 2012 QJ69                | 17 agosto 2012    | Pan-STARRS          |
| 780269 | 2012 QL69                | 17 agosto 2012    | Pan-STARRS          |
| 780270 | 2012 QQ69                | 22 agosto 2012    | J. Skvarč           |
| 780271 | 2012 QR70                | 25 agosto 2012    | Mount Lemmon Survey |
| 780272 | 2012 QL72                | 27 ottobre 2008   | Mount Lemmon Survey |
| 780273 | 2012 QM72                | 26 agosto 2012    | Pan-STARRS          |
| 780274 | 2012 QT73                | 26 agosto 2012    | Pan-STARRS          |
| 780275 | 2012 QA77                | 26 agosto 2012    | Pan-STARRS          |
| 780276 | 2012 QJ77                | 17 agosto 2012    | Pan-STARRS          |
| 780277 | 2012 QN77                | 26 agosto 2012    | Pan-STARRS          |
| 780278 | 2012 QO77                | 15 ottobre 2012   | Pan-STARRS          |
| 780279 | 2012 QT77                | 17 agosto 2012    | Pan-STARRS          |
| 780280 | 2012 QM78                | 26 agosto 2012    | Pan-STARRS          |
| 780281 | 2012 QR81                | 17 agosto 2012    | Pan-STARRS          |
| 780282 | 2012 QQ83                | 17 agosto 2012    | Pan-STARRS          |
| 780283 | 2012 RW4                 | 10 settembre 2012 | R. Holmes           |
| 780284 | 2012 RP10                | 12 settembre 2012 | ESA OGS             |
| 780285 | 2012 RZ10                | 13 settembre 2012 | ESA OGS             |
| 780286 | 2012 RF13                | 26 agosto 2012    | Pan-STARRS          |
| 780287 | 2012 RS14                | 15 settembre 2012 | Mount Lemmon Survey |
| 780288 | 2012 RL20                | 15 settembre 2012 | V. Newski           |
| 780289 | 2012 RU28                | 29 ottobre 2003   | Spacewatch          |
| 780290 | 2012 RG32                | 25 agosto 2012    | Pan-STARRS          |
| 780291 | 2012 RK38                | 15 settembre 2012 | CSS                 |
| 780292 | 2012 RQ47                | 15 settembre 2012 | CSS                 |
| 780293 | 2012 RW50                | 26 luglio 2017    | Pan-STARRS          |
| 780294 | 2012 SU                  | 16 settembre 2012 | CSS                 |
| 780295 | 2012 SR2                 | 16 settembre 2012 | R. Apitzsch         |
| 780296 | 2012 SV7                 | 1 maggio 2006     | Spacewatch          |
| 780297 | 2012 SF11                | 16 settembre 2012 | Spacewatch          |
| 780298 | 2012 SP17                | 17 settembre 2012 | Spacewatch          |
| 780299 | 2012 SM19                | 18 settembre 2012 | Mount Lemmon Survey |
| 780300 | 2012 SD35                | 18 settembre 2012 | Mount Lemmon Survey |

## 780301–780400
| Nome   | Designazione provvisoria | Data di scoperta  | Scopritore                   |
| ------ | ------------------------ | ----------------- | ---------------------------- |
| 780301 | 2012 SS36                | 5 dicembre 2008   | Spacewatch                   |
| 780302 | 2012 SM37                | 18 settembre 2012 | Mount Lemmon Survey          |
| 780303 | 2012 SJ38                | 18 settembre 2012 | Mount Lemmon Survey          |
| 780304 | 2012 SX39                | 18 settembre 2012 | Mount Lemmon Survey          |
| 780305 | 2012 SZ40                | 18 settembre 2012 | Mount Lemmon Survey          |
| 780306 | 2012 SB41                | 18 settembre 2012 | Mount Lemmon Survey          |
| 780307 | 2012 SP45                | 11 ottobre 2007   | Spacewatch                   |
| 780308 | 2012 SG49                | 23 settembre 2012 | Mount Lemmon Survey          |
| 780309 | 2012 SS55                | 25 agosto 2012    | Spacewatch                   |
| 780310 | 2012 SZ60                | 26 agosto 2012    | Pan-STARRS                   |
| 780311 | 2012 SZ67                | 25 settembre 2012 | Mount Lemmon Survey          |
| 780312 | 2012 SN68                | 21 settembre 2012 | Mount Lemmon Survey          |
| 780313 | 2012 SQ73                | 2 gennaio 2014    | Spacewatch                   |
| 780314 | 2012 SD74                | 23 settembre 2012 | M. Schwartz, P. R. Holvorcem |
| 780315 | 2012 SU74                | 3 agosto 2016     | Pan-STARRS                   |
| 780316 | 2012 SX79                | 13 ottobre 2001   | LINEAR                       |
| 780317 | 2012 SP80                | 25 settembre 2012 | Spacewatch                   |
| 780318 | 2012 ST80                | 17 settembre 2012 | Spacewatch                   |
| 780319 | 2012 SX80                | 16 settembre 2012 | Spacewatch                   |
| 780320 | 2012 SY80                | 23 settembre 2012 | Mount Lemmon Survey          |
| 780321 | 2012 SR81                | 17 settembre 2012 | Mount Lemmon Survey          |
| 780322 | 2012 SU82                | 16 settembre 2012 | Mount Lemmon Survey          |
| 780323 | 2012 SE83                | 25 settembre 2012 | Mount Lemmon Survey          |
| 780324 | 2012 SZ83                | 26 luglio 2017    | Pan-STARRS                   |
| 780325 | 2012 SA85                | 12 novembre 2013  | Mount Lemmon Survey          |
| 780326 | 2012 SF87                | 25 settembre 2012 | Mount Lemmon Survey          |
| 780327 | 2012 SS87                | 19 settembre 2012 | Mount Lemmon Survey          |
| 780328 | 2012 SC89                | 21 settembre 2012 | Spacewatch                   |
| 780329 | 2012 SD91                | 17 settembre 2012 | Mount Lemmon Survey          |
| 780330 | 2012 SK92                | 19 settembre 2012 | Mount Lemmon Survey          |
| 780331 | 2012 SQ92                | 25 settembre 2012 | Mount Lemmon Survey          |
| 780332 | 2012 SR92                | 25 settembre 2012 | Mount Lemmon Survey          |
| 780333 | 2012 SZ92                | 17 settembre 2012 | Spacewatch                   |
| 780334 | 2012 SB93                | 16 settembre 2012 | Spacewatch                   |
| 780335 | 2012 SO94                | 25 settembre 2012 | Mount Lemmon Survey          |
| 780336 | 2012 SW95                | 16 settembre 2012 | Spacewatch                   |
| 780337 | 2012 SJ96                | 17 settembre 2012 | Mount Lemmon Survey          |
| 780338 | 2012 SQ98                | 25 settembre 2012 | Mount Lemmon Survey          |
| 780339 | 2012 SW98                | 17 settembre 2012 | Mount Lemmon Survey          |
| 780340 | 2012 SV100               | 19 settembre 2012 | Mount Lemmon Survey          |
| 780341 | 2012 SH103               | 25 settembre 2012 | Mount Lemmon Survey          |
| 780342 | 2012 SN103               | 17 settembre 2012 | Spacewatch                   |
| 780343 | 2012 SS103               | 16 settembre 2012 | Mount Lemmon Survey          |
| 780344 | 2012 SV103               | 25 settembre 2012 | Mount Lemmon Survey          |
| 780345 | 2012 SY104               | 25 settembre 2012 | Mount Lemmon Survey          |
| 780346 | 2012 SE105               | 21 settembre 2012 | Mount Lemmon Survey          |
| 780347 | 2012 SV105               | 25 settembre 2012 | Mount Lemmon Survey          |
| 780348 | 2012 SA106               | 24 settembre 2012 | Mount Lemmon Survey          |
| 780349 | 2012 SB106               | 16 settembre 2012 | Mount Lemmon Survey          |
| 780350 | 2012 SH107               | 15 ottobre 2023   | Pan-STARRS                   |
| 780351 | 2012 SZ108               | 18 settembre 2012 | Mount Lemmon Survey          |
| 780352 | 2012 TO1                 | 23 settembre 2012 | Mount Lemmon Survey          |
| 780353 | 2012 TG16                | 21 settembre 2012 | Spacewatch                   |
| 780354 | 2012 TE21                | 25 settembre 2012 | Mount Lemmon Survey          |
| 780355 | 2012 TO23                | 8 ottobre 2012    | Pan-STARRS                   |
| 780356 | 2012 TV23                | 8 ottobre 2012    | Pan-STARRS                   |
| 780357 | 2012 TE24                | 1 novembre 2007   | Spacewatch                   |
| 780358 | 2012 TN29                | 24 settembre 2008 | Spacewatch                   |
| 780359 | 2012 TF30                | 5 ottobre 2012    | Mount Lemmon Survey          |
| 780360 | 2012 TK32                | 6 ottobre 2012    | Mount Lemmon Survey          |
| 780361 | 2012 TZ37                | 7 ottobre 2012    | Pan-STARRS                   |
| 780362 | 2012 TQ38                | 4 dicembre 2008   | Spacewatch                   |
| 780363 | 2012 TA40                | 8 ottobre 2012    | Mount Lemmon Survey          |
| 780364 | 2012 TN40                | 8 ottobre 2012    | Mount Lemmon Survey          |
| 780365 | 2012 TX42                | 24 settembre 2012 | Spacewatch                   |
| 780366 | 2012 TR43                | 8 ottobre 2012    | Mount Lemmon Survey          |
| 780367 | 2012 TX44                | 8 ottobre 2012    | Mount Lemmon Survey          |
| 780368 | 2012 TW49                | 8 ottobre 2012    | Pan-STARRS                   |
| 780369 | 2012 TB50                | 8 ottobre 2012    | Pan-STARRS                   |
| 780370 | 2012 TH55                | 5 dicembre 2007   | Spacewatch                   |
| 780371 | 2012 TB63                | 8 ottobre 2012    | Pan-STARRS                   |
| 780372 | 2012 TL66                | 16 settembre 2012 | Mount Lemmon Survey          |
| 780373 | 2012 TE68                | 8 ottobre 2012    | Mount Lemmon Survey          |
| 780374 | 2012 TM69                | 25 settembre 2012 | Spacewatch                   |
| 780375 | 2012 TK72                | 9 ottobre 2012    | Mount Lemmon Survey          |
| 780376 | 2012 TE73                | 9 ottobre 2012    | Mount Lemmon Survey          |
| 780377 | 2012 TD75                | 9 ottobre 2012    | Pan-STARRS                   |
| 780378 | 2012 TP76                | 21 settembre 2012 | Spacewatch                   |
| 780379 | 2012 TC77                | 17 settembre 2012 | Mount Lemmon Survey          |
| 780380 | 2012 TL83                | 6 ottobre 2012    | Mount Lemmon Survey          |
| 780381 | 2012 TU91                | 7 ottobre 2012    | Pan-STARRS                   |
| 780382 | 2012 TN94                | 8 ottobre 2012    | J. M. Bosch, R. M. Olivera   |
| 780383 | 2012 TJ95                | 8 ottobre 2012    | Spacewatch                   |
| 780384 | 2012 TU108               | 10 ottobre 2012   | Mount Lemmon Survey          |
| 780385 | 2012 TA113               | 16 settembre 2012 | Spacewatch                   |
| 780386 | 2012 TN113               | 10 ottobre 2012   | Mount Lemmon Survey          |
| 780387 | 2012 TZ113               | 17 settembre 2012 | Spacewatch                   |
| 780388 | 2012 TE122               | 10 ottobre 2012   | Mount Lemmon Survey          |
| 780389 | 2012 TR125               | 14 settembre 2012 | CSS                          |
| 780390 | 2012 TJ141               | 5 ottobre 2012    | Pan-STARRS                   |
| 780391 | 2012 TV144               | 5 novembre 2007   | Spacewatch                   |
| 780392 | 2012 TM148               | 8 ottobre 2012    | Pan-STARRS                   |
| 780393 | 2012 TN151               | 16 ottobre 2001   | Spacewatch                   |
| 780394 | 2012 TP151               | 8 ottobre 2012    | Mount Lemmon Survey          |
| 780395 | 2012 TY155               | 8 ottobre 2012    | Pan-STARRS                   |
| 780396 | 2012 TB158               | 8 ottobre 2012    | Pan-STARRS                   |
| 780397 | 2012 TG158               | 8 ottobre 2012    | Pan-STARRS                   |
| 780398 | 2012 TZ161               | 15 settembre 2012 | Mount Lemmon Survey          |
| 780399 | 2012 TY164               | 12 novembre 2007  | Mount Lemmon Survey          |
| 780400 | 2012 TK166               | 24 ottobre 2008   | Spacewatch                   |

## 780401–780500
| Nome   | Designazione provvisoria | Data di scoperta  | Scopritore                   |
| ------ | ------------------------ | ----------------- | ---------------------------- |
| 780401 | 2012 TS182               | 9 ottobre 2012    | Pan-STARRS                   |
| 780402 | 2012 TM183               | 21 settembre 2012 | Spacewatch                   |
| 780403 | 2012 TD184               | 9 ottobre 2012    | Pan-STARRS                   |
| 780404 | 2012 TG184               | 9 ottobre 2012    | Pan-STARRS                   |
| 780405 | 2012 TO184               | 9 ottobre 2012    | Pan-STARRS                   |
| 780406 | 2012 TE199               | 11 ottobre 2012   | Spacewatch                   |
| 780407 | 2012 TU203               | 11 ottobre 2012   | Mount Lemmon Survey          |
| 780408 | 2012 TG204               | 9 ottobre 2007    | Mount Lemmon Survey          |
| 780409 | 2012 TU205               | 11 ottobre 2012   | Mount Lemmon Survey          |
| 780410 | 2012 TA210               | 23 settembre 2008 | Mount Lemmon Survey          |
| 780411 | 2012 TH210               | 1 gennaio 1993    | Spacewatch                   |
| 780412 | 2012 TP211               | 16 settembre 2012 | Spacewatch                   |
| 780413 | 2012 TK213               | 11 ottobre 2012   | Pan-STARRS                   |
| 780414 | 2012 TX220               | 14 ottobre 2012   | Mount Lemmon Survey          |
| 780415 | 2012 TS221               | 14 ottobre 2012   | Mount Lemmon Survey          |
| 780416 | 2012 TM222               | 10 dicembre 2005  | Spacewatch                   |
| 780417 | 2012 TG226               | 15 ottobre 2012   | Pan-STARRS                   |
| 780418 | 2012 TL227               | 15 ottobre 2012   | Pan-STARRS                   |
| 780419 | 2012 TE229               | 9 ottobre 2012    | Mount Lemmon Survey          |
| 780420 | 2012 TG233               | 21 settembre 2012 | CSS                          |
| 780421 | 2012 TO234               | 11 ottobre 2007   | Mount Lemmon Survey          |
| 780422 | 2012 TQ235               | 7 ottobre 2012    | Pan-STARRS                   |
| 780423 | 2012 TH239               | 8 ottobre 2012    | Mount Lemmon Survey          |
| 780424 | 2012 TK240               | 27 agosto 2006    | Spacewatch                   |
| 780425 | 2012 TY240               | 8 ottobre 2012    | Pan-STARRS                   |
| 780426 | 2012 TJ241               | 16 settembre 2012 | Mount Lemmon Survey          |
| 780427 | 2012 TO243               | 8 ottobre 2012    | Mount Lemmon Survey          |
| 780428 | 2012 TG246               | 16 settembre 2012 | CSS                          |
| 780429 | 2012 TL246               | 10 ottobre 2012   | Pan-STARRS                   |
| 780430 | 2012 TB247               | 11 ottobre 2012   | Spacewatch                   |
| 780431 | 2012 TN248               | 11 ottobre 2012   | Pan-STARRS                   |
| 780432 | 2012 TO248               | 17 settembre 2012 | Spacewatch                   |
| 780433 | 2012 TB249               | 11 ottobre 2012   | Pan-STARRS                   |
| 780434 | 2012 TD250               | 11 ottobre 2012   | Pan-STARRS                   |
| 780435 | 2012 TV251               | 11 ottobre 2012   | Pan-STARRS                   |
| 780436 | 2012 TC252               | 11 ottobre 2012   | Pan-STARRS                   |
| 780437 | 2012 TP253               | 11 ottobre 2012   | Pan-STARRS                   |
| 780438 | 2012 TK255               | 11 ottobre 2012   | Mount Lemmon Survey          |
| 780439 | 2012 TU256               | 18 luglio 2006    | SSS                          |
| 780440 | 2012 TW261               | 8 ottobre 2012    | Mount Lemmon Survey          |
| 780441 | 2012 TH264               | 8 ottobre 2012    | Pan-STARRS                   |
| 780442 | 2012 TQ265               | 8 ottobre 2012    | Pan-STARRS                   |
| 780443 | 2012 TY265               | 8 ottobre 2012    | Mount Lemmon Survey          |
| 780444 | 2012 TR273               | 15 ottobre 2012   | Mount Lemmon Survey          |
| 780445 | 2012 TN274               | 15 ottobre 2012   | Mount Lemmon Survey          |
| 780446 | 2012 TY275               | 11 ottobre 2012   | Pan-STARRS                   |
| 780447 | 2012 TS277               | 11 ottobre 2012   | Pan-STARRS                   |
| 780448 | 2012 TX277               | 11 ottobre 2012   | Pan-STARRS                   |
| 780449 | 2012 TX282               | 14 ottobre 2012   | Spacewatch                   |
| 780450 | 2012 TW286               | 8 ottobre 2012    | Pan-STARRS                   |
| 780451 | 2012 TO287               | 10 ottobre 2012   | Mount Lemmon Survey          |
| 780452 | 2012 TU287               | 10 ottobre 2012   | Mount Lemmon Survey          |
| 780453 | 2012 TL289               | 19 settembre 2006 | CSS                          |
| 780454 | 2012 TU289               | 11 ottobre 2012   | Pan-STARRS                   |
| 780455 | 2012 TX289               | 11 ottobre 2012   | Mount Lemmon Survey          |
| 780456 | 2012 TA293               | 6 ottobre 2012    | Spacewatch                   |
| 780457 | 2012 TQ296               | 15 ottobre 2012   | Spacewatch                   |
| 780458 | 2012 TR296               | 19 settembre 2012 | Mount Lemmon Survey          |
| 780459 | 2012 TG299               | 26 ottobre 2008   | Spacewatch                   |
| 780460 | 2012 TR304               | 8 ottobre 2012    | Pan-STARRS                   |
| 780461 | 2012 TR311               | 17 ottobre 2001   | LINEAR                       |
| 780462 | 2012 TG318               | 21 settembre 2012 | M. Schwartz, P. R. Holvorcem |
| 780463 | 2012 TX324               | 8 ottobre 2012    | Spacewatch                   |
| 780464 | 2012 TK327               | 10 ottobre 2012   | Mount Lemmon Survey          |
| 780465 | 2012 TV327               | 11 ottobre 2012   | Pan-STARRS                   |
| 780466 | 2012 TZ327               | 23 maggio 2001    | DES                          |
| 780467 | 2012 TG329               | 9 ottobre 2012    | Mount Lemmon Survey          |
| 780468 | 2012 TK331               | 8 ottobre 2012    | Pan-STARRS                   |
| 780469 | 2012 TH334               | 8 ottobre 2012    | Mount Lemmon Survey          |
| 780470 | 2012 TU335               | 26 luglio 2017    | Pan-STARRS                   |
| 780471 | 2012 TC337               | 14 ottobre 2012   | Mount Lemmon Survey          |
| 780472 | 2012 TZ337               | 20 febbraio 2014  | Mount Lemmon Survey          |
| 780473 | 2012 TH341               | 10 ottobre 2012   | Mount Lemmon Survey          |
| 780474 | 2012 TL342               | 8 ottobre 2012    | Mount Lemmon Survey          |
| 780475 | 2012 TC345               | 14 ottobre 2012   | Spacewatch                   |
| 780476 | 2012 TL345               | 1 gennaio 2014    | Spacewatch                   |
| 780477 | 2012 TM345               | 1 agosto 2017     | Pan-STARRS                   |
| 780478 | 2012 TH346               | 24 febbraio 2014  | Pan-STARRS                   |
| 780479 | 2012 TJ348               | 8 ottobre 2012    | Pan-STARRS                   |
| 780480 | 2012 TO348               | 11 ottobre 2012   | Pan-STARRS                   |
| 780481 | 2012 TW349               | 10 ottobre 2012   | Spacewatch                   |
| 780482 | 2012 TB351               | 24 luglio 2017    | Pan-STARRS                   |
| 780483 | 2012 TO353               | 10 ottobre 2012   | Mount Lemmon Survey          |
| 780484 | 2012 TU353               | 15 ottobre 2012   | Pan-STARRS                   |
| 780485 | 2012 TY353               | 10 ottobre 2012   | Mount Lemmon Survey          |
| 780486 | 2012 TN354               | 15 ottobre 2012   | Pan-STARRS                   |
| 780487 | 2012 TU356               | 15 ottobre 2012   | Spacewatch                   |
| 780488 | 2012 TK357               | 11 ottobre 2012   | Pan-STARRS                   |
| 780489 | 2012 TN357               | 14 ottobre 2012   | Spacewatch                   |
| 780490 | 2012 TP357               | 11 ottobre 2012   | Pan-STARRS                   |
| 780491 | 2012 TC358               | 8 ottobre 2012    | Mount Lemmon Survey          |
| 780492 | 2012 TU358               | 9 ottobre 2012    | Pan-STARRS                   |
| 780493 | 2012 TV358               | 11 ottobre 2012   | Pan-STARRS                   |
| 780494 | 2012 TU359               | 11 ottobre 2012   | Pan-STARRS                   |
| 780495 | 2012 TA361               | 9 ottobre 2012    | Mount Lemmon Survey          |
| 780496 | 2012 TK361               | 9 ottobre 2012    | Pan-STARRS                   |
| 780497 | 2012 TM361               | 10 ottobre 2012   | Pan-STARRS                   |
| 780498 | 2012 TN365               | 8 ottobre 2012    | Spacewatch                   |
| 780499 | 2012 TZ366               | 11 ottobre 2012   | Pan-STARRS                   |
| 780500 | 2012 TA368               | 14 ottobre 2012   | Mount Lemmon Survey          |

## 780501–780600
| Nome   | Designazione provvisoria | Data di scoperta  | Scopritore                   |
| ------ | ------------------------ | ----------------- | ---------------------------- |
| 780501 | 2012 TC369               | 9 ottobre 2012    | Pan-STARRS                   |
| 780502 | 2012 TG369               | 11 ottobre 2012   | Pan-STARRS                   |
| 780503 | 2012 TL369               | 11 ottobre 2012   | Pan-STARRS                   |
| 780504 | 2012 TQ369               | 11 ottobre 2012   | Mount Lemmon Survey          |
| 780505 | 2012 TS369               | 8 ottobre 2012    | Spacewatch                   |
| 780506 | 2012 TD370               | 15 ottobre 2012   | Pan-STARRS                   |
| 780507 | 2012 TX370               | 7 ottobre 2012    | Pan-STARRS                   |
| 780508 | 2012 TD371               | 8 ottobre 2012    | Pan-STARRS                   |
| 780509 | 2012 TE371               | 14 ottobre 2012   | Spacewatch                   |
| 780510 | 2012 TN372               | 11 ottobre 2012   | Pan-STARRS                   |
| 780511 | 2012 TV372               | 6 ottobre 2012    | Pan-STARRS                   |
| 780512 | 2012 TH373               | 11 ottobre 2012   | Pan-STARRS                   |
| 780513 | 2012 TS373               | 6 ottobre 2012    | Pan-STARRS                   |
| 780514 | 2012 TG374               | 8 ottobre 2012    | Pan-STARRS                   |
| 780515 | 2012 TR374               | 10 ottobre 2012   | Mount Lemmon Survey          |
| 780516 | 2012 TY374               | 9 ottobre 2012    | Mount Lemmon Survey          |
| 780517 | 2012 TC375               | 10 ottobre 2012   | Mount Lemmon Survey          |
| 780518 | 2012 TG375               | 6 ottobre 2012    | Mount Lemmon Survey          |
| 780519 | 2012 TU375               | 9 ottobre 2012    | Mount Lemmon Survey          |
| 780520 | 2012 TD377               | 8 ottobre 2012    | Pan-STARRS                   |
| 780521 | 2012 TB379               | 13 ottobre 2012   | CSS                          |
| 780522 | 2012 TC379               | 31 agosto 1998    | Spacewatch                   |
| 780523 | 2012 TS381               | 10 ottobre 2012   | Mount Lemmon Survey          |
| 780524 | 2012 TK383               | 11 ottobre 2012   | Pan-STARRS                   |
| 780525 | 2012 TA384               | 11 ottobre 2012   | Mount Lemmon Survey          |
| 780526 | 2012 TC386               | 11 ottobre 2012   | Pan-STARRS                   |
| 780527 | 2012 TA387               | 10 ottobre 2012   | Mount Lemmon Survey          |
| 780528 | 2012 TT387               | 8 ottobre 2012    | Pan-STARRS                   |
| 780529 | 2012 TP388               | 8 ottobre 2012    | Mount Lemmon Survey          |
| 780530 | 2012 TT388               | 9 ottobre 2012    | Mount Lemmon Survey          |
| 780531 | 2012 TO391               | 8 ottobre 2012    | Pan-STARRS                   |
| 780532 | 2012 TS392               | 11 ottobre 2012   | Mount Lemmon Survey          |
| 780533 | 2012 TW393               | 11 ottobre 2012   | Pan-STARRS                   |
| 780534 | 2012 TQ394               | 11 ottobre 2007   | Spacewatch                   |
| 780535 | 2012 TA396               | 5 ottobre 2012    | Pan-STARRS                   |
| 780536 | 2012 TR398               | 15 ottobre 2012   | Pan-STARRS                   |
| 780537 | 2012 TX400               | 7 ottobre 2012    | Pan-STARRS                   |
| 780538 | 2012 TJ401               | 9 ottobre 2012    | Pan-STARRS                   |
| 780539 | 2012 TT401               | 10 ottobre 2012   | Mount Lemmon Survey          |
| 780540 | 2012 TK402               | 8 ottobre 2012    | Pan-STARRS                   |
| 780541 | 2012 TA404               | 10 ottobre 2012   | Pan-STARRS                   |
| 780542 | 2012 TR404               | 10 ottobre 2012   | Mount Lemmon Survey          |
| 780543 | 2012 TU404               | 8 ottobre 2012    | Pan-STARRS                   |
| 780544 | 2012 TR405               | 8 ottobre 2012    | Pan-STARRS                   |
| 780545 | 2012 UR2                 | 8 ottobre 2012    | Mount Lemmon Survey          |
| 780546 | 2012 UD6                 | 16 ottobre 2012   | Mount Lemmon Survey          |
| 780547 | 2012 UJ11                | 8 ottobre 2012    | Mount Lemmon Survey          |
| 780548 | 2012 UW14                | 6 ottobre 2012    | Mount Lemmon Survey          |
| 780549 | 2012 UK19                | 16 ottobre 2012   | Mount Lemmon Survey          |
| 780550 | 2012 UC20                | 8 ottobre 2012    | Mount Lemmon Survey          |
| 780551 | 2012 UK27                | 8 ottobre 2012    | M. Schwartz, P. R. Holvorcem |
| 780552 | 2012 UQ28                | 16 ottobre 2012   | Spacewatch                   |
| 780553 | 2012 UC31                | 16 ottobre 2012   | Spacewatch                   |
| 780554 | 2012 UE31                | 16 ottobre 2012   | Spacewatch                   |
| 780555 | 2012 UZ43                | 17 ottobre 2012   | Mount Lemmon Survey          |
| 780556 | 2012 UB44                | 16 settembre 2012 | J.-M. Lopez                  |
| 780557 | 2012 UE47                | 18 ottobre 2012   | Pan-STARRS                   |
| 780558 | 2012 UV48                | 8 ottobre 2012    | Spacewatch                   |
| 780559 | 2012 UU49                | 8 ottobre 2012    | Spacewatch                   |
| 780560 | 2012 UW51                | 18 ottobre 2012   | Pan-STARRS                   |
| 780561 | 2012 UE67                | 20 ottobre 2012   | Pan-STARRS                   |
| 780562 | 2012 UV72                | 11 settembre 1994 | Spacewatch                   |
| 780563 | 2012 UX72                | 25 settembre 2012 | Mount Lemmon Survey          |
| 780564 | 2012 UN73                | 17 ottobre 2012   | Pan-STARRS                   |
| 780565 | 2012 UY73                | 17 ottobre 2012   | Pan-STARRS                   |
| 780566 | 2012 UG74                | 10 ottobre 2012   | Spacewatch                   |
| 780567 | 2012 UR74                | 8 ottobre 2012    | Spacewatch                   |
| 780568 | 2012 UT74                | 14 ottobre 2012   | Spacewatch                   |
| 780569 | 2012 UG75                | 10 ottobre 2012   | Spacewatch                   |
| 780570 | 2012 UZ76                | 18 ottobre 2012   | Pan-STARRS                   |
| 780571 | 2012 UZ78                | 28 agosto 2012    | Mount Lemmon Survey          |
| 780572 | 2012 UH80                | 14 ottobre 2012   | Spacewatch                   |
| 780573 | 2012 UA82                | 20 ottobre 2012   | Spacewatch                   |
| 780574 | 2012 UE82                | 20 ottobre 2012   | Spacewatch                   |
| 780575 | 2012 UM82                | 20 ottobre 2012   | Spacewatch                   |
| 780576 | 2012 UZ86                | 21 ottobre 2012   | Pan-STARRS                   |
| 780577 | 2012 UQ91                | 5 dicembre 2007   | Spacewatch                   |
| 780578 | 2012 UP93                | 17 ottobre 2012   | Mount Lemmon Survey          |
| 780579 | 2012 UF96                | 17 ottobre 2012   | Pan-STARRS                   |
| 780580 | 2012 UC98                | 16 ottobre 2012   | Mount Lemmon Survey          |
| 780581 | 2012 UC100               | 19 novembre 2008  | Spacewatch                   |
| 780582 | 2012 UA107               | 19 ottobre 2012   | Pan-STARRS                   |
| 780583 | 2012 UR107               | 8 ottobre 2012    | Mount Lemmon Survey          |
| 780584 | 2012 UV115               | 22 ottobre 2012   | Mount Lemmon Survey          |
| 780585 | 2012 UE121               | 28 agosto 2006    | Spacewatch                   |
| 780586 | 2012 UG126               | 10 ottobre 2012   | Mount Lemmon Survey          |
| 780587 | 2012 UY128               | 18 ottobre 2012   | Mount Lemmon Survey          |
| 780588 | 2012 UR129               | 19 ottobre 2012   | Mount Lemmon Survey          |
| 780589 | 2012 US129               | 19 ottobre 2012   | Mount Lemmon Survey          |
| 780590 | 2012 UA140               | 10 ottobre 2012   | Mount Lemmon Survey          |
| 780591 | 2012 UF142               | 2 novembre 2007   | Spacewatch                   |
| 780592 | 2012 UG149               | 21 ottobre 2012   | Spacewatch                   |
| 780593 | 2012 UJ154               | 31 agosto 2006    | C. Veillet                   |
| 780594 | 2012 UC156               | 11 ottobre 2012   | Pan-STARRS                   |
| 780595 | 2012 UX164               | 23 ottobre 2012   | Pan-STARRS                   |
| 780596 | 2012 UC165               | 23 ottobre 2012   | Pan-STARRS                   |
| 780597 | 2012 UQ165               | 23 ottobre 2012   | Pan-STARRS                   |
| 780598 | 2012 UE173               | 25 ottobre 2012   | K. Sárneczky                 |
| 780599 | 2012 UF173               | 22 ottobre 2012   | Pan-STARRS                   |
| 780600 | 2012 UJ173               | 17 dicembre 2007  | Mount Lemmon Survey          |

## 780601–780700
| Nome   | Designazione provvisoria | Data di scoperta  | Scopritore          |
| ------ | ------------------------ | ----------------- | ------------------- |
| 780601 | 2012 UQ174               | 24 settembre 2012 | Mount Lemmon Survey |
| 780602 | 2012 UH176               | 1 febbraio 2009   | Mount Lemmon Survey |
| 780603 | 2012 UE179               | 21 ottobre 2012   | Pan-STARRS          |
| 780604 | 2012 US184               | 18 ottobre 2012   | Pan-STARRS          |
| 780605 | 2012 UD185               | 23 ottobre 2012   | Pan-STARRS          |
| 780606 | 2012 UL186               | 27 ottobre 2012   | Mount Lemmon Survey |
| 780607 | 2012 UA188               | 10 dicembre 2013  | Mount Lemmon Survey |
| 780608 | 2012 UL188               | 18 ottobre 2012   | Pan-STARRS          |
| 780609 | 2012 UR188               | 11 luglio 2016    | Pan-STARRS          |
| 780610 | 2012 UR189               | 19 ottobre 2012   | Pan-STARRS          |
| 780611 | 2012 UW189               | 18 ottobre 2012   | Pan-STARRS          |
| 780612 | 2012 UJ191               | 21 ottobre 2012   | Pan-STARRS          |
| 780613 | 2012 UT192               | 18 ottobre 2012   | Mount Lemmon Survey |
| 780614 | 2012 UL193               | 18 ottobre 2012   | Pan-STARRS          |
| 780615 | 2012 UZ193               | 18 ottobre 2012   | Pan-STARRS          |
| 780616 | 2012 UP195               | 22 ottobre 2012   | Pan-STARRS          |
| 780617 | 2012 UB196               | 22 ottobre 2012   | Pan-STARRS          |
| 780618 | 2012 UQ199               | 26 febbraio 2014  | Pan-STARRS          |
| 780619 | 2012 UW199               | 20 ottobre 2012   | Pan-STARRS          |
| 780620 | 2012 UB200               | 26 ottobre 2012   | Pan-STARRS          |
| 780621 | 2012 US200               | 26 ottobre 2012   | Mount Lemmon Survey |
| 780622 | 2012 UA201               | 15 settembre 2017 | Pan-STARRS          |
| 780623 | 2012 UQ201               | 11 giugno 2015    | Pan-STARRS          |
| 780624 | 2012 UX201               | 19 ottobre 2012   | Pan-STARRS          |
| 780625 | 2012 UD203               | 21 ottobre 2012   | Mount Lemmon Survey |
| 780626 | 2012 UR203               | 18 ottobre 2012   | Pan-STARRS          |
| 780627 | 2012 UZ204               | 21 ottobre 2012   | Mount Lemmon Survey |
| 780628 | 2012 UJ205               | 18 ottobre 2012   | Pan-STARRS          |
| 780629 | 2012 UK206               | 17 ottobre 2012   | Pan-STARRS          |
| 780630 | 2012 UE207               | 19 ottobre 2012   | Mount Lemmon Survey |
| 780631 | 2012 UN207               | 16 ottobre 2012   | Mount Lemmon Survey |
| 780632 | 2012 UA208               | 19 ottobre 2012   | Mount Lemmon Survey |
| 780633 | 2012 UG208               | 12 luglio 2018    | Pan-STARRS 2        |
| 780634 | 2012 UH208               | 20 ottobre 2012   | Spacewatch          |
| 780635 | 2012 UG211               | 22 ottobre 2012   | Pan-STARRS          |
| 780636 | 2012 UF212               | 18 ottobre 2012   | Pan-STARRS          |
| 780637 | 2012 UR212               | 22 ottobre 2012   | Pan-STARRS          |
| 780638 | 2012 UN213               | 16 ottobre 2012   | Mount Lemmon Survey |
| 780639 | 2012 UE214               | 17 ottobre 2012   | Pan-STARRS          |
| 780640 | 2012 UM214               | 20 ottobre 2012   | Spacewatch          |
| 780641 | 2012 UN214               | 17 ottobre 2012   | Mount Lemmon Survey |
| 780642 | 2012 UX214               | 18 ottobre 2012   | Pan-STARRS          |
| 780643 | 2012 UR215               | 20 ottobre 2012   | Spacewatch          |
| 780644 | 2012 UJ218               | 18 ottobre 2012   | Pan-STARRS          |
| 780645 | 2012 UN218               | 17 ottobre 2012   | Pan-STARRS          |
| 780646 | 2012 UQ218               | 16 ottobre 2012   | Mount Lemmon Survey |
| 780647 | 2012 UZ218               | 26 ottobre 2012   | Mount Lemmon Survey |
| 780648 | 2012 UO220               | 16 ottobre 2012   | Mount Lemmon Survey |
| 780649 | 2012 UQ220               | 16 ottobre 2012   | Mount Lemmon Survey |
| 780650 | 2012 UP223               | 22 ottobre 2012   | Pan-STARRS          |
| 780651 | 2012 UA225               | 23 ottobre 2012   | Mount Lemmon Survey |
| 780652 | 2012 UJ228               | 17 ottobre 2012   | Pan-STARRS          |
| 780653 | 2012 UC229               | 17 ottobre 2012   | Pan-STARRS          |
| 780654 | 2012 UK229               | 18 ottobre 2012   | Pan-STARRS          |
| 780655 | 2012 UE230               | 18 ottobre 2012   | Pan-STARRS          |
| 780656 | 2012 UF230               | 16 ottobre 2012   | Mount Lemmon Survey |
| 780657 | 2012 UG230               | 16 ottobre 2012   | Mount Lemmon Survey |
| 780658 | 2012 UH230               | 17 ottobre 2012   | Pan-STARRS          |
| 780659 | 2012 UJ230               | 16 ottobre 2012   | Mount Lemmon Survey |
| 780660 | 2012 UO230               | 17 ottobre 2012   | Mount Lemmon Survey |
| 780661 | 2012 UY230               | 17 ottobre 2012   | Mount Lemmon Survey |
| 780662 | 2012 UF231               | 22 ottobre 2012   | Pan-STARRS          |
| 780663 | 2012 UH233               | 23 ottobre 2012   | Mount Lemmon Survey |
| 780664 | 2012 UJ233               | 23 ottobre 2012   | Spacewatch          |
| 780665 | 2012 UK233               | 21 ottobre 2012   | Mount Lemmon Survey |
| 780666 | 2012 UN234               | 18 ottobre 2012   | Pan-STARRS          |
| 780667 | 2012 UR234               | 18 ottobre 2012   | Pan-STARRS          |
| 780668 | 2012 UZ234               | 18 ottobre 2012   | Pan-STARRS          |
| 780669 | 2012 UX238               | 19 ottobre 2012   | Mount Lemmon Survey |
| 780670 | 2012 UQ243               | 17 ottobre 2012   | Pan-STARRS          |
| 780671 | 2012 UU243               | 22 ottobre 2012   | Pan-STARRS          |
| 780672 | 2012 UX243               | 26 ottobre 2012   | Mount Lemmon Survey |
| 780673 | 2012 UC244               | 8 novembre 2007   | Mount Lemmon Survey |
| 780674 | 2012 UN244               | 17 ottobre 2012   | Mount Lemmon Survey |
| 780675 | 2012 UR245               | 21 ottobre 2012   | Pan-STARRS          |
| 780676 | 2012 UC246               | 22 ottobre 2012   | Mount Lemmon Survey |
| 780677 | 2012 UU247               | 21 ottobre 2012   | Pan-STARRS          |
| 780678 | 2012 UP248               | 18 ottobre 2012   | Pan-STARRS          |
| 780679 | 2012 UA250               | 17 ottobre 2012   | Mount Lemmon Survey |
| 780680 | 2012 UB250               | 19 ottobre 2012   | Pan-STARRS          |
| 780681 | 2012 UJ250               | 25 ottobre 2012   | Mount Lemmon Survey |
| 780682 | 2012 UQ250               | 3 novembre 2012   | Pan-STARRS          |
| 780683 | 2012 UR250               | 17 ottobre 2012   | Pan-STARRS          |
| 780684 | 2012 UE251               | 22 ottobre 2012   | Pan-STARRS          |
| 780685 | 2012 UD252               | 18 ottobre 2012   | Pan-STARRS          |
| 780686 | 2012 UV253               | 18 ottobre 2012   | Pan-STARRS          |
| 780687 | 2012 UW253               | 22 ottobre 2012   | Mount Lemmon Survey |
| 780688 | 2012 UU254               | 23 ottobre 2012   | Pan-STARRS          |
| 780689 | 2012 UA256               | 16 ottobre 2012   | Mount Lemmon Survey |
| 780690 | 2012 UG256               | 5 settembre 2000  | SDSS                |
| 780691 | 2012 UT256               | 16 ottobre 2012   | Mount Lemmon Survey |
| 780692 | 2012 UJ257               | 17 ottobre 2012   | Pan-STARRS          |
| 780693 | 2012 UK257               | 18 ottobre 2012   | Pan-STARRS          |
| 780694 | 2012 UD258               | 24 ottobre 2012   | Pan-STARRS          |
| 780695 | 2012 UV258               | 18 ottobre 2012   | Pan-STARRS          |
| 780696 | 2012 UF259               | 17 ottobre 2012   | Mount Lemmon Survey |
| 780697 | 2012 UJ259               | 19 ottobre 2012   | Mount Lemmon Survey |
| 780698 | 2012 UY259               | 23 ottobre 2012   | Mount Lemmon Survey |
| 780699 | 2012 UG260               | 20 ottobre 2012   | Pan-STARRS          |
| 780700 | 2012 UP260               | 19 ottobre 2012   | Mount Lemmon Survey |

## 780701–780800
| Nome   | Designazione provvisoria | Data di scoperta  | Scopritore          |
| ------ | ------------------------ | ----------------- | ------------------- |
| 780701 | 2012 UA261               | 19 ottobre 2012   | Mount Lemmon Survey |
| 780702 | 2012 UV261               | 22 ottobre 2012   | Pan-STARRS          |
| 780703 | 2012 UD263               | 20 ottobre 2012   | Mount Lemmon Survey |
| 780704 | 2012 UL263               | 17 ottobre 2012   | Pan-STARRS          |
| 780705 | 2012 UN263               | 18 ottobre 2012   | Pan-STARRS          |
| 780706 | 2012 US267               | 17 ottobre 2012   | Mount Lemmon Survey |
| 780707 | 2012 UA268               | 17 ottobre 2012   | Pan-STARRS          |
| 780708 | 2012 UE268               | 18 ottobre 2012   | Pan-STARRS          |
| 780709 | 2012 UL268               | 20 ottobre 2012   | Spacewatch          |
| 780710 | 2012 VK                  | 1 novembre 2012   | Pan-STARRS          |
| 780711 | 2012 VP3                 | 3 novembre 2012   | Mount Lemmon Survey |
| 780712 | 2012 VM8                 | 2 novembre 2012   | Pan-STARRS          |
| 780713 | 2012 VZ8                 | 20 ottobre 2012   | Spacewatch          |
| 780714 | 2012 VC9                 | 6 ottobre 2012    | Mount Lemmon Survey |
| 780715 | 2012 VQ11                | 5 ottobre 2012    | Spacewatch          |
| 780716 | 2012 VW11                | 18 ottobre 2012   | Pan-STARRS          |
| 780717 | 2012 VD14                | 4 novembre 2012   | Mount Lemmon Survey |
| 780718 | 2012 VZ14                | 4 novembre 2012   | Pan-STARRS          |
| 780719 | 2012 VE15                | 4 novembre 2007   | Mount Lemmon Survey |
| 780720 | 2012 VU17                | 17 ottobre 2012   | Mount Lemmon Survey |
| 780721 | 2012 VL22                | 20 ottobre 2012   | Spacewatch          |
| 780722 | 2012 VS22                | 4 novembre 2012   | Mount Lemmon Survey |
| 780723 | 2012 VW23                | 4 novembre 2012   | Mount Lemmon Survey |
| 780724 | 2012 VL24                | 20 ottobre 2012   | Spacewatch          |
| 780725 | 2012 VN24                | 20 ottobre 2012   | Spacewatch          |
| 780726 | 2012 VX27                | 2 novembre 2012   | Mount Lemmon Survey |
| 780727 | 2012 VP29                | 2 novembre 2012   | Mount Lemmon Survey |
| 780728 | 2012 VO37                | 17 ottobre 2012   | Pan-STARRS          |
| 780729 | 2012 VF41                | 31 ottobre 2007   | Mount Lemmon Survey |
| 780730 | 2012 VB47                | 6 novembre 2012   | Mount Lemmon Survey |
| 780731 | 2012 VH47                | 8 ottobre 2012    | Pan-STARRS          |
| 780732 | 2012 VJ49                | 8 ottobre 2012    | Spacewatch          |
| 780733 | 2012 VX50                | 8 ottobre 2012    | Pan-STARRS          |
| 780734 | 2012 VJ59                | 20 ottobre 2012   | Spacewatch          |
| 780735 | 2012 VE61                | 14 ottobre 2012   | Spacewatch          |
| 780736 | 2012 VN62                | 14 ottobre 2012   | CSS                 |
| 780737 | 2012 VP67                | 18 settembre 2012 | Mount Lemmon Survey |
| 780738 | 2012 VL68                | 18 ottobre 2012   | Pan-STARRS          |
| 780739 | 2012 VB85                | 14 novembre 2012  | Spacewatch          |
| 780740 | 2012 VC86                | 28 dicembre 2005  | Mount Lemmon Survey |
| 780741 | 2012 VC87                | 27 settembre 2006 | Spacewatch          |
| 780742 | 2012 VG90                | 14 novembre 2012  | Spacewatch          |
| 780743 | 2012 VH95                | 21 ottobre 2012   | Pan-STARRS          |
| 780744 | 2012 VZ103               | 22 gennaio 2006   | Mount Lemmon Survey |
| 780745 | 2012 VV105               | 31 luglio 2000    | DES                 |
| 780746 | 2012 VC106               | 22 ottobre 2012   | Mount Lemmon Survey |
| 780747 | 2012 VH111               | 7 novembre 2012   | Pan-STARRS          |
| 780748 | 2012 VP118               | 7 novembre 2012   | Pan-STARRS          |
| 780749 | 2012 VE119               | 24 gennaio 2014   | Pan-STARRS          |
| 780750 | 2012 VW119               | 7 novembre 2012   | Spacewatch          |
| 780751 | 2012 VK120               | 7 novembre 2012   | Mount Lemmon Survey |
| 780752 | 2012 VW121               | 9 ottobre 2007    | CSS                 |
| 780753 | 2012 VZ124               | 14 novembre 2012  | Mount Lemmon Survey |
| 780754 | 2012 VD125               | 26 luglio 2017    | Pan-STARRS          |
| 780755 | 2012 VH125               | 7 novembre 2012   | Mount Lemmon Survey |
| 780756 | 2012 VK126               | 10 aprile 2015    | Spacewatch          |
| 780757 | 2012 VU126               | 3 novembre 2012   | Mount Lemmon Survey |
| 780758 | 2012 VM127               | 7 novembre 2012   | Spacewatch          |
| 780759 | 2012 VW127               | 7 novembre 2012   | Spacewatch          |
| 780760 | 2012 VG128               | 7 novembre 2012   | Pan-STARRS          |
| 780761 | 2012 VH128               | 7 novembre 2012   | Mount Lemmon Survey |
| 780762 | 2012 VN128               | 7 novembre 2012   | Mount Lemmon Survey |
| 780763 | 2012 VB133               | 13 novembre 2012  | Mount Lemmon Survey |
| 780764 | 2012 VC133               | 12 novembre 2012  | Mount Lemmon Survey |
| 780765 | 2012 VJ133               | 7 novembre 2012   | Spacewatch          |
| 780766 | 2012 VJ134               | 2 novembre 2012   | Pan-STARRS          |
| 780767 | 2012 VM134               | 12 novembre 2012  | Mount Lemmon Survey |
| 780768 | 2012 VX135               | 7 novembre 2012   | Mount Lemmon Survey |
| 780769 | 2012 VR140               | 14 novembre 2012  | Spacewatch          |
| 780770 | 2012 VP146               | 13 novembre 2012  | Mount Lemmon Survey |
| 780771 | 2012 WA1                 | 21 ottobre 2012   | Spacewatch          |
| 780772 | 2012 WQ6                 | 12 novembre 2012  | Mount Lemmon Survey |
| 780773 | 2012 WG8                 | 17 novembre 2012  | Mount Lemmon Survey |
| 780774 | 2012 WW10                | 17 novembre 2012  | R. Holmes           |
| 780775 | 2012 WL13                | 19 novembre 2012  | Spacewatch          |
| 780776 | 2012 WQ17                | 22 ottobre 2012   | Pan-STARRS          |
| 780777 | 2012 WZ17                | 22 ottobre 2012   | Pan-STARRS          |
| 780778 | 2012 WK31                | 17 novembre 2012  | Mount Lemmon Survey |
| 780779 | 2012 WJ33                | 7 novembre 2012   | Mount Lemmon Survey |
| 780780 | 2012 WU35                | 22 novembre 2012  | Spacewatch          |
| 780781 | 2012 WE38                | 18 agosto 2012    | ESA OGS             |
| 780782 | 2012 WC39                | 20 novembre 2012  | CSS                 |
| 780783 | 2012 WO39                | 23 novembre 2012  | Spacewatch          |
| 780784 | 2012 WB40                | 22 novembre 2012  | Spacewatch          |
| 780785 | 2012 WA41                | 23 novembre 2012  | Spacewatch          |
| 780786 | 2012 WC41                | 17 novembre 2012  | Mount Lemmon Survey |
| 780787 | 2012 WG45                | 19 novembre 2012  | Spacewatch          |
| 780788 | 2012 WV45                | 17 novembre 2012  | Mount Lemmon Survey |
| 780789 | 2012 XU5                 | 4 dicembre 2008   | CSS                 |
| 780790 | 2012 XD13                | 25 ottobre 2012   | Mount Lemmon Survey |
| 780791 | 2012 XV13                | 7 novembre 2012   | Mount Lemmon Survey |
| 780792 | 2012 XN17                | 11 novembre 2012  | D. R. Skillman      |
| 780793 | 2012 XF18                | 21 ottobre 2012   | Pan-STARRS          |
| 780794 | 2012 XO23                | 3 dicembre 2012   | Mount Lemmon Survey |
| 780795 | 2012 XN24                | 5 dicembre 2007   | Spacewatch          |
| 780796 | 2012 XF27                | 3 dicembre 2012   | Mount Lemmon Survey |
| 780797 | 2012 XC37                | 16 gennaio 2008   | Spacewatch          |
| 780798 | 2012 XO37                | 3 dicembre 2012   | Mount Lemmon Survey |
| 780799 | 2012 XC41                | 3 dicembre 2012   | Mount Lemmon Survey |
| 780800 | 2012 XF41                | 3 dicembre 2012   | Mount Lemmon Survey |

## 780801–780900
| Nome   | Designazione provvisoria | Data di scoperta  | Scopritore                   |
| ------ | ------------------------ | ----------------- | ---------------------------- |
| 780801 | 2012 XH41                | 3 dicembre 2012   | Mount Lemmon Survey          |
| 780802 | 2012 XW41                | 3 dicembre 2012   | Mount Lemmon Survey          |
| 780803 | 2012 XQ42                | 7 novembre 2007   | Spacewatch                   |
| 780804 | 2012 XY45                | 20 ottobre 2012   | Spacewatch                   |
| 780805 | 2012 XE52                | 6 dicembre 2012   | Mount Lemmon Survey          |
| 780806 | 2012 XZ52                | 6 dicembre 2012   | Spacewatch                   |
| 780807 | 2012 XN57                | 30 ottobre 2008   | Spacewatch                   |
| 780808 | 2012 XB58                | 3 dicembre 2012   | Mount Lemmon Survey          |
| 780809 | 2012 XV59                | 22 ottobre 2012   | Spacewatch                   |
| 780810 | 2012 XL61                | 22 ottobre 2012   | Pan-STARRS                   |
| 780811 | 2012 XB62                | 4 dicembre 2012   | Mount Lemmon Survey          |
| 780812 | 2012 XW71                | 6 dicembre 2012   | Mount Lemmon Survey          |
| 780813 | 2012 XS79                | 6 dicembre 2012   | Mount Lemmon Survey          |
| 780814 | 2012 XT81                | 6 dicembre 2012   | Mount Lemmon Survey          |
| 780815 | 2012 XB82                | 7 novembre 2012   | Mount Lemmon Survey          |
| 780816 | 2012 XJ82                | 6 dicembre 2012   | Mount Lemmon Survey          |
| 780817 | 2012 XX83                | 6 dicembre 2012   | Spacewatch                   |
| 780818 | 2012 XW84                | 7 dicembre 2012   | Pan-STARRS                   |
| 780819 | 2012 XG90                | 4 maggio 2009     | Mount Lemmon Survey          |
| 780820 | 2012 XN92                | 8 dicembre 2012   | Mount Lemmon Survey          |
| 780821 | 2012 XO102               | 31 dicembre 2007  | Spacewatch                   |
| 780822 | 2012 XT102               | 1 novembre 2006   | Mount Lemmon Survey          |
| 780823 | 2012 XA104               | 21 aprile 2009    | Mount Lemmon Survey          |
| 780824 | 2012 XF108               | 8 dicembre 2012   | Mount Lemmon Survey          |
| 780825 | 2012 XM114               | 6 dicembre 2012   | Mount Lemmon Survey          |
| 780826 | 2012 XT115               | 7 dicembre 2012   | M. Schwartz, P. R. Holvorcem |
| 780827 | 2012 XV129               | 11 dicembre 2012  | Mount Lemmon Survey          |
| 780828 | 2012 XC130               | 9 febbraio 2008   | Mount Lemmon Survey          |
| 780829 | 2012 XD130               | 11 dicembre 2012  | Mount Lemmon Survey          |
| 780830 | 2012 XF148               | 7 novembre 2012   | Mount Lemmon Survey          |
| 780831 | 2012 XY153               | 14 novembre 2012  | Mount Lemmon Survey          |
| 780832 | 2012 XS158               | 3 dicembre 2012   | Mount Lemmon Survey          |
| 780833 | 2012 XP160               | 21 marzo 2015     | Pan-STARRS                   |
| 780834 | 2012 XV160               | 8 dicembre 2012   | Mount Lemmon Survey          |
| 780835 | 2012 XX161               | 28 febbraio 2014  | Pan-STARRS                   |
| 780836 | 2012 XC162               | 11 dicembre 2012  | Mount Lemmon Survey          |
| 780837 | 2012 XJ162               | 5 dicembre 2012   | Mount Lemmon Survey          |
| 780838 | 2012 XY162               | 7 dicembre 2012   | A. Oreshko, T. V. Kryachko   |
| 780839 | 2012 XB164               | 10 dicembre 2012  | Spacewatch                   |
| 780840 | 2012 XD166               | 27 ottobre 2017   | Pan-STARRS                   |
| 780841 | 2012 XG166               | 9 dicembre 2012   | Pan-STARRS                   |
| 780842 | 2012 XS166               | 4 dicembre 2012   | Mount Lemmon Survey          |
| 780843 | 2012 XT166               | 9 dicembre 2012   | Mount Lemmon Survey          |
| 780844 | 2012 XX166               | 11 dicembre 2012  | S. Mottola                   |
| 780845 | 2012 XL167               | 11 giugno 2015    | Pan-STARRS                   |
| 780846 | 2012 XK168               | 8 dicembre 2012   | Mount Lemmon Survey          |
| 780847 | 2012 XN169               | 11 dicembre 2012  | Mount Lemmon Survey          |
| 780848 | 2012 XK171               | 12 dicembre 2012  | Mount Lemmon Survey          |
| 780849 | 2012 XN173               | 8 dicembre 2012   | Spacewatch                   |
| 780850 | 2012 XP174               | 12 dicembre 2012  | Mount Lemmon Survey          |
| 780851 | 2012 XM175               | 3 dicembre 2012   | Mount Lemmon Survey          |
| 780852 | 2012 XV178               | 8 dicembre 2012   | Mount Lemmon Survey          |
| 780853 | 2012 XY178               | 12 dicembre 2012  | Mount Lemmon Survey          |
| 780854 | 2012 XB179               | 2 febbraio 2009   | CSS                          |
| 780855 | 2012 XG179               | 11 dicembre 2012  | Mount Lemmon Survey          |
| 780856 | 2012 XO179               | 15 dicembre 2012  | Osservatorio di La Silla     |
| 780857 | 2012 XA180               | 8 dicembre 2012   | K. Černis, R. P. Boyle       |
| 780858 | 2012 XY180               | 12 dicembre 2012  | Mount Lemmon Survey          |
| 780859 | 2012 YB10                | 30 dicembre 2008  | Mount Lemmon Survey          |
| 780860 | 2012 YZ10                | 23 dicembre 2012  | Pan-STARRS                   |
| 780861 | 2012 YM11                | 31 dicembre 2008  | Spacewatch                   |
| 780862 | 2012 YP13                | 15 ottobre 2017   | Mount Lemmon Survey          |
| 780863 | 2012 YV14                | 22 dicembre 2012  | Pan-STARRS                   |
| 780864 | 2012 YK15                | 23 dicembre 2012  | Pan-STARRS                   |
| 780865 | 2012 YF16                | 22 dicembre 2012  | Pan-STARRS                   |
| 780866 | 2012 YJ16                | 23 dicembre 2012  | Pan-STARRS                   |
| 780867 | 2012 YM16                | 23 dicembre 2012  | Pan-STARRS                   |
| 780868 | 2012 YA17                | 23 dicembre 2012  | Pan-STARRS                   |
| 780869 | 2012 YL17                | 23 dicembre 2012  | Pan-STARRS                   |
| 780870 | 2012 YV21                | 17 settembre 2003 | Spacewatch                   |
| 780871 | 2012 YC22                | 23 dicembre 2012  | Pan-STARRS                   |
| 780872 | 2012 YH22                | 22 dicembre 2012  | Pan-STARRS                   |
| 780873 | 2012 YQ22                | 13 ottobre 2005   | Mount Lemmon Survey          |
| 780874 | 2012 YW23                | 22 dicembre 2012  | Pan-STARRS                   |
| 780875 | 2012 YM24                | 31 dicembre 2007  | Mount Lemmon Survey          |
| 780876 | 2012 YJ25                | 23 dicembre 2012  | Pan-STARRS                   |
| 780877 | 2012 YS25                | 23 dicembre 2012  | Pan-STARRS                   |
| 780878 | 2012 YW25                | 23 dicembre 2012  | Pan-STARRS                   |
| 780879 | 2012 YS26                | 23 dicembre 2012  | Pan-STARRS                   |
| 780880 | 2012 YU26                | 23 dicembre 2012  | Pan-STARRS                   |
| 780881 | 2012 YH27                | 22 dicembre 2012  | Pan-STARRS                   |
| 780882 | 2012 YK27                | 22 dicembre 2012  | Pan-STARRS                   |
| 780883 | 2012 YL27                | 23 dicembre 2012  | Pan-STARRS                   |
| 780884 | 2012 YA28                | 23 dicembre 2012  | Pan-STARRS                   |
| 780885 | 2012 YC28                | 23 dicembre 2012  | Pan-STARRS                   |
| 780886 | 2012 YG28                | 23 dicembre 2012  | Pan-STARRS                   |
| 780887 | 2012 YU28                | 23 dicembre 2012  | Pan-STARRS                   |
| 780888 | 2013 AQ6                 | 17 dicembre 2012  | M. Schwartz, P. R. Holvorcem |
| 780889 | 2013 AY6                 | 3 gennaio 2013    | Mount Lemmon Survey          |
| 780890 | 2013 AS9                 | 17 dicembre 2012  | M. Schwartz, P. R. Holvorcem |
| 780891 | 2013 AM10                | 4 gennaio 2013    | Spacewatch                   |
| 780892 | 2013 AQ12                | 3 gennaio 2013    | Mount Lemmon Survey          |
| 780893 | 2013 AV16                | 4 gennaio 2013    | B. Linero, I. de la Cueva    |
| 780894 | 2013 AD18                | 5 gennaio 2013    | Mount Lemmon Survey          |
| 780895 | 2013 AK18                | 31 gennaio 2009   | Spacewatch                   |
| 780896 | 2013 AU27                | 7 gennaio 2013    | CSS                          |
| 780897 | 2013 AE29                | 18 gennaio 2009   | Spacewatch                   |
| 780898 | 2013 AG31                | 3 gennaio 2013    | Mount Lemmon Survey          |
| 780899 | 2013 AZ34                | 8 dicembre 2012   | Spacewatch                   |
| 780900 | 2013 AO47                | 16 gennaio 2009   | Mount Lemmon Survey          |

## 780901–781000
| Nome   | Designazione provvisoria | Data di scoperta  | Scopritore          |
| ------ | ------------------------ | ----------------- | ------------------- |
| 780901 | 2013 AE48                | 7 gennaio 2013    | Mount Lemmon Survey |
| 780902 | 2013 AC54                | 5 giugno 2005     | Spacewatch          |
| 780903 | 2013 AK62                | 22 dicembre 2012  | Pan-STARRS          |
| 780904 | 2013 AE64                | 20 dicembre 2004  | Mount Lemmon Survey |
| 780905 | 2013 AK64                | 30 dicembre 2008  | Spacewatch          |
| 780906 | 2013 AA67                | 6 gennaio 2013    | Mount Lemmon Survey |
| 780907 | 2013 AN74                | 9 gennaio 2013    | Mount Lemmon Survey |
| 780908 | 2013 AX86                | 13 gennaio 2013   | Mount Lemmon Survey |
| 780909 | 2013 AV94                | 4 gennaio 2013    | Spacewatch          |
| 780910 | 2013 AZ94                | 7 dicembre 2012   | Mount Lemmon Survey |
| 780911 | 2013 AU97                | 5 gennaio 2013    | Mount Lemmon Survey |
| 780912 | 2013 AY110               | 24 febbraio 2009  | Mount Lemmon Survey |
| 780913 | 2013 AU113               | 13 gennaio 2013   | Mount Lemmon Survey |
| 780914 | 2013 AL119               | 2 gennaio 2013    | Mount Lemmon Survey |
| 780915 | 2013 AS123               | 17 aprile 2009    | Mount Lemmon Survey |
| 780916 | 2013 AE127               | 3 gennaio 2013    | Pan-STARRS          |
| 780917 | 2013 AK129               | 10 gennaio 2013   | Pan-STARRS          |
| 780918 | 2013 AO130               | 25 maggio 2006    | P. A. Wiegert       |
| 780919 | 2013 AD135               | 9 gennaio 2013    | Spacewatch          |
| 780920 | 2013 AE135               | 9 gennaio 2013    | Spacewatch          |
| 780921 | 2013 AJ135               | 10 gennaio 2013   | Pan-STARRS          |
| 780922 | 2013 AU135               | 10 gennaio 2013   | Pan-STARRS          |
| 780923 | 2013 AX136               | 10 gennaio 2013   | Pan-STARRS          |
| 780924 | 2013 AH141               | 23 ottobre 2011   | Spacewatch          |
| 780925 | 2013 AX141               | 4 gennaio 2013    | CTIO-DECam          |
| 780926 | 2013 AR143               | 4 gennaio 2013    | CTIO-DECam          |
| 780927 | 2013 AW144               | 13 ottobre 2010   | Mount Lemmon Survey |
| 780928 | 2013 AR145               | 4 gennaio 2013    | CTIO-DECam          |
| 780929 | 2013 AA147               | 4 gennaio 2013    | CTIO-DECam          |
| 780930 | 2013 AO149               | 20 ottobre 2011   | Mount Lemmon Survey |
| 780931 | 2013 AW149               | 4 gennaio 2013    | CTIO-DECam          |
| 780932 | 2013 AU150               | 18 novembre 2006  | Mount Lemmon Survey |
| 780933 | 2013 AX150               | 4 gennaio 2013    | CTIO-DECam          |
| 780934 | 2013 AN151               | 31 gennaio 2009   | Spacewatch          |
| 780935 | 2013 AJ155               | 20 gennaio 2009   | Spacewatch          |
| 780936 | 2013 AS155               | 4 gennaio 2013    | CTIO-DECam          |
| 780937 | 2013 AR157               | 4 gennaio 2013    | CTIO-DECam          |
| 780938 | 2013 AZ158               | 4 gennaio 2013    | CTIO-DECam          |
| 780939 | 2013 AN159               | 22 ottobre 2011   | W. Bickel           |
| 780940 | 2013 AU160               | 4 gennaio 2013    | CTIO-DECam          |
| 780941 | 2013 AJ161               | 20 gennaio 2013   | Mount Lemmon Survey |
| 780942 | 2013 AL164               | 4 gennaio 2013    | CTIO-DECam          |
| 780943 | 2013 AE165               | 19 ottobre 2003   | Spacewatch          |
| 780944 | 2013 AK167               | 4 gennaio 2013    | CTIO-DECam          |
| 780945 | 2013 AA169               | 20 gennaio 2013   | Mount Lemmon Survey |
| 780946 | 2013 AT170               | 4 gennaio 2013    | CTIO-DECam          |
| 780947 | 2013 AG171               | 4 gennaio 2013    | CTIO-DECam          |
| 780948 | 2013 AC172               | 4 gennaio 2013    | CTIO-DECam          |
| 780949 | 2013 AD179               | 5 gennaio 2013    | CTIO-DECam          |
| 780950 | 2013 AU179               | 2 aprile 2009     | Spacewatch          |
| 780951 | 2013 AE182               | 5 gennaio 2013    | CTIO-DECam          |
| 780952 | 2013 AA184               | 13 ottobre 2010   | Mount Lemmon Survey |
| 780953 | 2013 AR184               | 6 gennaio 2013    | Spacewatch          |
| 780954 | 2013 AV184               | 10 gennaio 2013   | Pan-STARRS          |
| 780955 | 2013 AE187               | 10 gennaio 2013   | Pan-STARRS          |
| 780956 | 2013 AC188               | 10 gennaio 2013   | Pan-STARRS          |
| 780957 | 2013 AV189               | 10 gennaio 2013   | Pan-STARRS          |
| 780958 | 2013 AW189               | 10 gennaio 2013   | Pan-STARRS          |
| 780959 | 2013 AE190               | 8 giugno 2016     | Pan-STARRS          |
| 780960 | 2013 AK190               | 7 giugno 2016     | Pan-STARRS          |
| 780961 | 2013 AU190               | 10 gennaio 2013   | Pan-STARRS          |
| 780962 | 2013 AE191               | 6 gennaio 2013    | Spacewatch          |
| 780963 | 2013 AP191               | 10 gennaio 2013   | Pan-STARRS          |
| 780964 | 2013 AM192               | 10 gennaio 2013   | Pan-STARRS          |
| 780965 | 2013 AE194               | 10 gennaio 2013   | Pan-STARRS          |
| 780966 | 2013 AG194               | 10 gennaio 2013   | Pan-STARRS          |
| 780967 | 2013 AC196               | 10 gennaio 2013   | Pan-STARRS          |
| 780968 | 2013 AM196               | 10 gennaio 2013   | Pan-STARRS          |
| 780969 | 2013 AH197               | 10 gennaio 2013   | Pan-STARRS          |
| 780970 | 2013 AJ197               | 9 gennaio 2013    | Spacewatch          |
| 780971 | 2013 AK198               | 5 gennaio 2013    | Spacewatch          |
| 780972 | 2013 AL198               | 13 gennaio 2013   | Mount Lemmon Survey |
| 780973 | 2013 AL199               | 15 gennaio 2013   | ESA OGS             |
| 780974 | 2013 AW199               | 10 gennaio 2013   | Mount Lemmon Survey |
| 780975 | 2013 AN200               | 6 gennaio 2013    | Mount Lemmon Survey |
| 780976 | 2013 AW202               | 10 gennaio 2013   | Pan-STARRS          |
| 780977 | 2013 AC203               | 10 gennaio 2013   | Pan-STARRS          |
| 780978 | 2013 AG203               | 6 gennaio 2013    | Spacewatch          |
| 780979 | 2013 AW204               | 10 gennaio 2013   | Pan-STARRS          |
| 780980 | 2013 AL205               | 10 gennaio 2013   | Pan-STARRS          |
| 780981 | 2013 AP205               | 10 gennaio 2013   | Pan-STARRS          |
| 780982 | 2013 AA206               | 6 gennaio 2013    | Spacewatch          |
| 780983 | 2013 AJ207               | 10 gennaio 2013   | Pan-STARRS          |
| 780984 | 2013 AC208               | 5 gennaio 2013    | Mount Lemmon Survey |
| 780985 | 2013 AK208               | 14 gennaio 2013   | Mount Lemmon Survey |
| 780986 | 2013 AB209               | 10 gennaio 2013   | Pan-STARRS          |
| 780987 | 2013 AF209               | 2 gennaio 2013    | Mount Lemmon Survey |
| 780988 | 2013 AG209               | 10 gennaio 2013   | Pan-STARRS          |
| 780989 | 2013 AK210               | 6 gennaio 2013    | Spacewatch          |
| 780990 | 2013 AV210               | 10 gennaio 2013   | Pan-STARRS          |
| 780991 | 2013 AY210               | 3 marzo 2009      | Spacewatch          |
| 780992 | 2013 AV222               | 3 gennaio 2013    | Mount Lemmon Survey |
| 780993 | 2013 BN1                 | 23 dicembre 2012  | Pan-STARRS          |
| 780994 | 2013 BY3                 | 19 settembre 2011 | Pan-STARRS          |
| 780995 | 2013 BM7                 | 9 febbraio 2005   | Mount Lemmon Survey |
| 780996 | 2013 BQ12                | 23 dicembre 2012  | Pan-STARRS          |
| 780997 | 2013 BN16                | 17 gennaio 2013   | Pan-STARRS          |
| 780998 | 2013 BU18                | 16 gennaio 2013   | Pan-STARRS          |
| 780999 | 2013 BO20                | 16 gennaio 2013   | Mount Lemmon Survey |
| 781000 | 2013 BJ24                | 17 gennaio 2013   | Pan-STARRS          |